# 植物干细胞

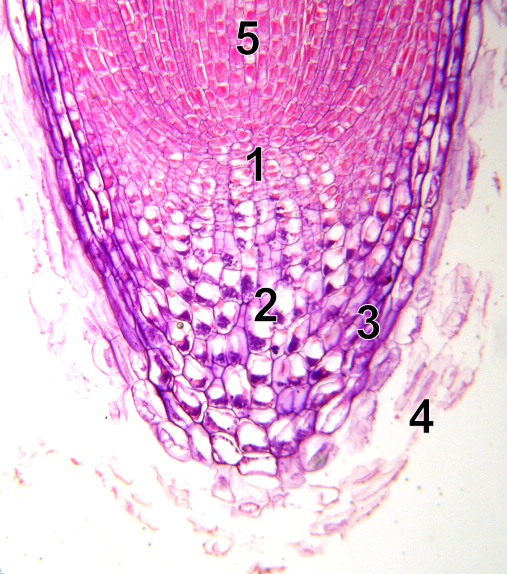
显微镜下的根尖切片，植物干细胞就存在于1）分生组织中

植物干细胞是一类存在于植物分生组织中，一类处于未分化状态的、具有自我更新能力和分化潜能的细胞。其液泡化程度低，具有较高的线粒体活性，遗传稳定。植物干细胞能在植物体受到损伤时分化，修复受损的组织。植物干细胞实为传统植物解剖学范畴中的分生组织，包括茎尖分生组织、根尖分生组织、侧生分生组织以及部分髓射线细胞。理论上，植物干细胞同动物的干细胞一样，能进行无限次数的分裂。

## 特性
与动物干细胞类似，植物干细胞具有自我更新和分化的潜能。理论上，植物干细胞能进行无限次的细胞分裂，可认为是不会衰老的细胞。植物干细胞可以产生所有分化细胞类型，分裂能力旺盛，遗传稳定性较高。 植物干细胞具有多个小液泡、线粒体活性高、聚集度低、细胞壁无木质素沉积等特点，低温保藏后仍有较高的细胞活性，在悬浮培养时大部分以单细胞形式存在，对剪切力不敏感，能维持稳定的增殖速度，可以长期稳定培养。植物干细胞能通过自我更新，始终将自身的数量维持在一定水平，并能在植物体受到损伤时分化成成体细胞，对植物体进行修复。例如，将部分植物的枝条砍断一半，经过一段时间，枝条会发生再生，其原因就是植物干细胞发生了增殖分化。
植物的根尖分生组织、顶芽分生组织，以及维管组织中都存在植物干细胞。分生组织为植物干细胞提供了特殊的微环境，使植物干细胞能保持干性状态。

## 意义
植物因无法移动，比动物更需要对逆境的抵抗性，植物干细胞的存在，增加了植物的逆境抗性。

## 鉴别
在干细胞鉴别方面，主要通过对一些特定细胞器进行染色观察以区别于愈伤组织等非干细胞系。

### 中性红染色
中性红是液泡特殊的活体染色剂，由于液泡呈酸性，中性红进入液泡后解离出大量阳离子而呈现樱桃红色，以此鉴别出干细胞系。实际操作中，发现中性红染色使用磷酸盐缓冲生理盐水（PBS）比使用Ringer溶液效果好。

### 间苯三酚染色
间苯三酚反应是确定木质化细胞壁最常用的方法，间苯三酚在酸性环境下与细胞壁中的木质素发生反应显樱桃红色或紫红色。

### 线粒体染色
健那绿B对线粒体专一性染色。由于线粒体中的细胞色素氧化酶作用，使健那绿B始终保持氧化状态从而呈蓝绿色。干细胞具有较高的线粒体活性，故可以用此染色法区别。